# Acústico MTV: Cássia Eller
Acústico MTV é o terceiro álbum ao vivo e segundo em vídeo da artista musical brasileira Cássia Eller. O seu lançamento ocorreu em 5 de maio de 2001, pela editora discográfica Universal Music. Produzido para a série de trabalhos ao vivo e acústicos e promovido pela rede de televisão MTV Brasil, o projeto foi gravado em 7 e 8 de março de 2001, no galpão da Cinemateca Brasileira, em São Paulo, reunindo um público de cerca de duzentas pessoas. Após a boa recepção comercial de seu quinto álbum de estúdio, Com Você... Meu Mundo Ficaria Completo (1999), a diretora Anna Butler convidou-a para realizar uma apresentação no programa. A produção musical da obra ficou a cargo de Luiz Brasil e Nando Reis, que já haviam trabalhado com a artista no registro supracitado, com a direção de vídeo realizada por Rodrigo Carelli. O projeto conta com sucessos do catálogo anterior de Eller, além de algumas faixas inéditas e regravações de artistas compatriotas e de outras nacionalidades, como Chico Buarque, Gilberto Gil, Beatles e Edith Piaf. Participaram como convidados especiais, Reis, o rapper Xis e a banda Nação Zumbi.
Acústico MTV recebeu análises polarizadas da mídia especializada. Ao passo em que alguns críticos prezaram aspectos como os vocais de Eller e as participações apresentadas, outros sentiram que o formato acústico inibia a presença de palco irreverente da artista. Recebeu uma série de indicações e prêmios, incluindo um Grammy Latino de Melhor Álbum de Rock em Língua Portuguesa. Além disso, publicações como a Vice e a Rolling Stone Brasil  incluíram-no em listas compilatórias dos melhores registros brasileiros da série. Comercialmente, obteve um desempenho exitoso — principalmente após a divulgação oficial da morte da cantora —, liderando as tabelas de vendas de discos publicadas pela revista IstoÉ Gente. Consequentemente, sua versão em vídeo e áudio foram certificadas como diamante pela Pro-Música Brasil (PMB), devido à comercialização de 500 mil e de um milhão de unidades, respectivamente. Tornou-se o décimo terceiro disco mais adquirido em 2002 em todo o território brasileiro.
Apesar de nenhum single inédito ter sido lançado, três canções presentes no material: "Malandragem", "Por Enquanto" e "O Segundo Sol" foram enviadas às rádios, com a primeira qualificando-se entre as cinco mais executadas em 2001. A divulgação do produto consistiu em apresentações e entrevistas em atrações televisivas como Programa do Jô, Sem Censura e Luau MTV, além de uma performance na 7.ª edição dos MTV Video Music Awards Brasil, enquanto seu vídeo foi transmitido na íntegra pela MTV Brasil no dia de seu lançamento. Eller ainda embarcou em uma turnê de apoio ao projeto, que contou com 95 apresentações no total, interrompida bruscamente em 29 de dezembro de 2001, devido ao seu falecimento, decorrente de uma parada cardíaca.

## Antecedentes e desenvolvimento
Em 1999, Eller liberou seu quinto álbum de estúdio Com Você... Meu Mundo Ficaria Completo. O material é marcado por suas experimentações com novos estilos musicais, mais notavelmente o baião e o funk, além do tradicional rock e pelo uso de vocais mais arejados e leves, bem como pelo início de sua parceria com os produtores musicais Luiz Brasil e Nando Reis. Críticos especializados o receberam com avaliações mistas. O jornal Folha de S.Paulo, por exemplo, considerou o álbum como "o mais bem produzido e coeso de sua carreira", mas negativou sua instrumentação e o tom vocal adotado, argumentando que eles soavam como uma tentativa de torná-la mais palatável comercialmente e a deixava sem personalidade artística. Recebeu uma indicação à 1.ª cerimônia do Grammy Latino, na categoria Melhor Álbum de Rock em Língua Portuguesa. "O Segundo Sol", primeiro e principal single lançado, tornou-se um sucesso e impulsionou as vendas do álbum, fazendo-as atingir a marca de trezentas mil cópias. Em seguida, ela excursionou em uma turnê de apoio que teve várias passagens, incluindo uma apresentação no Rock in Rio III, realizada em 13 de janeiro de 2001, causando controvérsia ao levantar sua camisa e expor os seios ao público.
A diretora da MTV Brasil, Anna Butler, após ouvir Com Você... Meu Mundo Ficaria Completo, encantou-se com as canções presentes e, a partir daí, teve a ideia de sugerir que reservassem a Eller uma aparição no Acustico MTV, um especial televisivo organizado e transmitido pelo canal. Apesar de pouco conhecer a cantora pessoalmente, a profissional entrou em contato com Brasil e Reis e os questionou se eles aceitariam produzir o projeto, com o último respondendo que se a Universal o contratasse ele aceitaria. No entanto, ao apresentar a proposta aos demais executivos da rede, Butler enfrentou resistência, pois para eles Eller não fazia o perfil do projeto e seria difícil adequá-la a tal. Alguns inclusive a questionaram se seu interesse era motivado por algum vínculo além do profissional, dizendo: "Você é namorada da Cássia Eller? Por que você enche tanto o saco para fazer esse acústico?'. Aí eu falei que era!. Na verdade, mal conhecia ela". Após um longo período defendendo a ideia, ela conseguiu convencê-los a concretizá-la e, ao proporem à cantora, receberam uma resposta positiva, uma vez que ela já tinha interesse em fazê-lo desde que ouviu a edição com Gilberto Gil, considerando, ainda, interessante poder revisitar seu catálogo. Em 13 de janeiro de 2001, a MTV Brasil anunciou à imprensa que a participação de Eller no programa seria gravada em 7 e 8 de março daquele ano.

## Produção

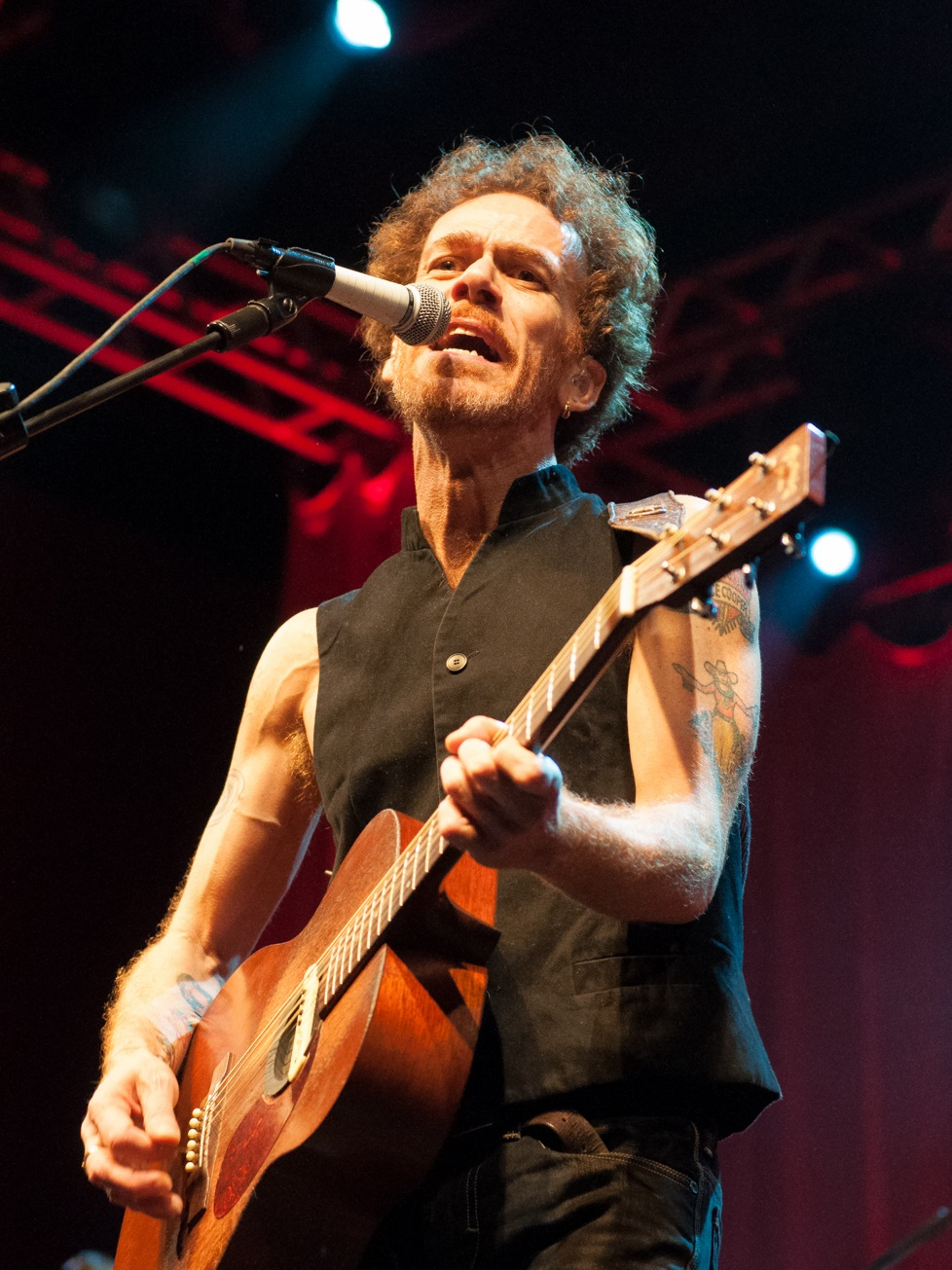
Nando Reis (foto) assina a produção e a autoria de duas canções inéditas do álbum, além de dividir os vocais com Eller em "Relicário".

Após o anúncio, Reis sugeriu que Eller e seus músicos fossem para um lugar reservado, onde pudessem ensaiar com tranquilidade o repertório do álbum. Então, em 12 de fevereiro de 2001, a equipe dirigiu-se a uma fazenda, localizada em Teresópolis, Rio de Janeiro, onde, segundo a cantora, abrigava uma extinta clínica de reabilitação para dependentes químicos. Reis explicou que eles precisavam passar esse tempo longe porque quando "ensaiávamos em estúdios, os horários eram muito rígidos, não podíamos ficar muito à vontade. Lá na fazenda, não. A gente deixava os instrumentos montados e tocava quando tivesse a fim". O local era confortável e além de um estúdio, tinha piscina e campo de futebol. Porém, detinha uma capacidade de energia pouco resistente para o peso dos instrumentos utilizados, culminado em vários momentos na falta de luz e na paralisação dos ensaios. Até que a luz fosse restabelecida, eles se distraiam jogando baralho à luz de velas, escutando rádio e consumindo bebidas alcoólicas. Reis considerou que tais momentos de extroversão entre a equipe eram positivos e se expressaria no resultado final da obra, dizendo: "Essa alegria que está tendo é positiva para o trabalho e reflete muito na alma dos músicos que estão tocando".
Durante a estada no sítio, no qual permaneceram até 3 de março, a rotina consistia em dois ensaios por dia. Os músicos entravam pela primeira vez ao estúdio às 16h e por volta das 20h se retiravam para se alimentarem, onde retornavam posteriormente para cumprirem outra sessão programada para durar das 22h às 2h. A formação do repertório ficou a cargo de Brasil e Reis, com o último contribuindo com duas canções inéditas, "Luz dos Olhos" e "Relicário"; esta última, ele havia escrito três anos antes, no dia 17 de agosto de 1997, aniversário de sua mãe, que era fã do bolero "O Relicário". Eller elegeu a escolha das músicas como o momento mais complicado da produção, dizendo que antes de chegarem ao local apenas cinco músicas haviam sido previamente decididas e que apenas no primeiro fim de semana da estada começaram a ser de fato definidas. Ela também chegou a solicitar algo inédito dos músicos Chico Buarque e Djavan, mas ambos não conseguiram desenvolver nada a tempo. Todas as canções de seu catálogo anterior que foram selecionadas para serem apresentadas neste tiveram que ser rearranjadas. Ao oposto de Com Você... Meu Mundo Ficaria Completo, na qual o uso de sanfona era bastante acentuada, aqui outros instrumentos foram priorizados, como piano e violão.

"Se o ensaio tivesse sido feito da maneira convencional, de ficar em casa, ir para o estúdio, tocar e depois voltar para casa, eu não teria conseguido montar esse disco em três semanas."

—Eller explanando sobre os ensaios de Acústico MTV.
Como Eller não gostava de dividir os vocais com outros artistas, argumentando ter dificuldade em acertar o momento certo de cantar, poucos convidados foram escolhidos para integrarem o projeto. A artista sugeriu a Reis que cantasse com ela em "Relicário". A princípio, ele recusou a oferta argumentando que isso o dispersaria de sua função principal naquele momento, que era ser produtor. Porém, reavaliou a proposta e aceitou por tratar-se só de uma única música. Xis despertou o desejo da artista em ser adicionado ao projeto após ela receber do filho de Reis o disco Seja Como For (2000), gravado pelo rapper. Ela interessou-se especialmente por uma de suas faixas, "Da Esquina". Ao apresentá-la aos músicos de sua banda, foi motivada a contatá-lo a cantar com ela.
Três percussionistas da Nação Zumbi também foram convidados por Eller para integrarem o álbum. Segundo a própria, ela detinha uma ligação com a banda desde a sua apresentação no Rock in Rio III, da qual eles também participaram. Inicialmente, ela desejava tê-los não somente em um número, mas por todo o show. Entretanto, a ideia não foi igualmente bem vista pelos produtores e acabou não concretizada. O cenógrafo Kiko Canepa encarregou-se do cenário do espetáculo. Para sua elaboração Rodrigo Carelli, diretor da série Acústico MTV, tomou como inspiração as letras da canção "Maluca", presente em Com Você... Meu Mundo Ficaria Completo, em que Eller expressa seu apreço por botões de rosas. Assim, dois enormes exemplares foram colocados no teto, cercando-a. O visual ainda foi completado por cortinas, também moduladas por efeitos de luz. O local de gravação escolhido foi o galpão da Cinemateca Brasileira, onde anteriormente abrigava os estúdios da Rede Manchete, em São Paulo, reunindo um público de cerca de duzentas pessoas.

## Sinopse e composição
"Misturamos um repertório que eu nunca tinha cantado com as músicas dos meus discos anteriores, que eu fiz questão de incluir. O Nando sugeriu "Non, je ne regrette rien", da Edith Piaf, o Luiz sugeriu "Top Top", dos Mutantes. [...] Dos Beatles, eu ia cantar "Come Together", que já havia tocado no Rock in Rio, mas os produtores acharam que seria melhor fazer uma faixa mais rock and roll. Acabou que o arranjo que fizemos para "Sgt. Peppers" também não ficou rock, mas eu adorei. Escolhemos uma faixa do novo disco da Nação Zumbi, "Quando a Maré Encher", que também cantei no Rock in Rio. A música do Gil, "Queremos Saber", foi ideia do Nando. [...] O repertório foi a coisa mais difícil de fazer."

—Eller falando sobre a escolha de algumas músicas de Acústico MTV.
O concerto inicia-se, Eller é vista sentada em um banco ao centro do palco, sob calças e blusas pretas desenhadas por Alexandre Herchcovitch, enquanto seu cabelo está curto, cacheado e em seu tom castanho escuro natural. A primeira canção interpretada é "Non, je ne regrette rien", uma regravação do tema lançado pela cantora francesa Edith Piaf em 1960. Em seguida emenda "Malandragem" e "ECT", ambas são partes de seu terceiro álbum de estúdio e segundo homônimo (1994), sendo que a última citada aparece rearranjada em ritmo de xaxado. Os dois números seguintes são reservados ao samba; "Vá Morar com o Diabo", tema inédito escrito por Riachão, narra a queixa de um homem pela indolência doméstica de sua mulher. Já a segunda, "Partido Alto", gravada originalmente por Chico Buarque em seu terceiro disco ao vivo Chico Buarque Ao Vivo - Le Zenith, Paris (1990), ganha uma interpretação sincopada e com gaiatices, além de batidas que unem elementos de samba ao rock. Após concluí-las, a cantora diz ao público que irá executar uma faixa composta por Renato Russo quando ela estava grávida; trata-se de "1º de Julho", que já havia sido apresentada em seu primeiro registro ao vivo (1996). Sua estrutura é marcada pelo uso de cordas e de um bandolim tocados por Brasil, cujas linhas finais mostram a artista declarando-se ao filho: "Quero aprender / Com teu pequeno grande coração / Meu amor / Meu Chicão". "Luz dos Olhos", é uma balada inédita escrita por Reis.
"Todo Amor Que Houver Nessa Vida", anteriormente interpretada no segundo disco ao vivo de Eller, Veneno Vivo (1998), é uma canção composta por Cazuza e Frejat e primeiramente gravada pela banda Barão Vermelho no álbum que leva seu nome (1982). Aqui, foi convertido em um blues cuja instrumentação é concretizada por um violão, wah-wah e, em determinado momento, por um solo de piano tocado por Calazans que a deixa com toques de jazz. Na sequência, a cantora engata outra releitura, "Queremos Saber", originalmente composta e gravada por Gilberto Gil para seu álbum O Viramundo: Ao Vivo (1998). Nas próximas três canções, os arranjos ficam por conta de violão, cordas, sopro, clarinete, violoncelo e flauta. "Por Enquanto", escrito por Russo, é também parte do primeiro disco de estúdio da cantora. "Relicário", é uma obra inédita composta por Reis que, inclusive, junta-se a ela no palco para cantá-la em dueto. Segue-se, então, "O Segundo Sol", peça contida em seu álbum anterior Com Você... Meu Mundo Ficaria Completo (1999).
"Nós", também presente em Veneno Vivo, possui uma sonoridade inspirada pelo flamenco. Sua instrumentação é construída pelo trabalho de um violão rascante fornecido por João Viana e cajónes por Lan Lan e Thamyma Brasil, além dos vocais de Eller exibirem lamentos e inflexões típicos do gênero. A décima quarta pista, "Sgt. Pepper's Lonely Hearts Club Band", é uma releitura do número contido no álbum de mesmo nome (1967), lançado pela banda britânica Beatles. A quem ela refere-se, após a execução, como "Los Bitles". As percussões voltam a permear o disco em "De Esquina", peça que é interpretada ao lado do rapper Xis, também autor da obra e segundo convidado da noite. Inicia-se com uma batida lenta de samba e em seu decorrer o ritmo alterna-se constantemente entre o hip hop e mangue beat, enquanto seus versos são proferidos em formato de rap. A letra fala sobre a fissura de uma pessoa por cocaína. "Eu vim com a Nação Zumbi", saúda a cantora após receber a sua última participação especial. Juntos executam "Quando a Maré Encher", tema anteriormente adicionado ao quarto disco da banda, Rádio S.Amb.A. (2000). Musicalmente, é um maracatu formado pela predominância de uma percussão com acordes de violão. Para encerrar o show, Eller faz outra regravação, "Top Top"; peça originalmente composta e gravada por membros da banda Os Mutantes e inclusa ao álbum Jardim Elétrico (1971).

## Lançamento e promoção
Acústico MTV foi lançado primeiramente em CD em 5 de maio de 2001, através da discográfica Universal Music, enquanto sua edição em vídeo chegou às lojas em VHS e DVD a partir do mês seguinte. Foi transmitido na íntegra pela MTV Brasil às 22 horas daquela mesma data, sendo apresentando novamente às 9h40 do dia seguinte e retransmitido no dia 7, às 17 horas. As atividades promocionais do projeto iniciaram-se com uma coletiva de imprensa organizada no Terraço Itália, em São Paulo, em 24 de abril, onde a artista respondeu a perguntas de jornalistas de diversos veículos sobre o lançamento. Dias depois, ela compareceu ao Programa do Jô, exibido pela Rede Globo; na ocasião, além de realizar uma entrevista, apresentou-se com "Top Top". Um episódio completo do Bem Brasil foi inteiramente dedicado a Eller, onde tocou várias canções de Acústico MTV, de seu catálogo anterior, e realizou um cover de "Polly" — tema gravado pela banda estadunidense Nirvana. No dia 16 de junho, compareceu ao Altas Horas, tocando "Malandragem" e uma versão de "Eu Sou Terrível", de Roberto Carlos; nessa última, dividiu os vocais com os cantores Paulo Ricardo e Chorão a pedido do anfitrião Serginho Groisman. Ao lado dos músicos Rita Lee, Roberto de Carvalho e Nando Reis, Eller interpretou "Top Top" na 7.ª edição dos MTV Video Music Awards Brasil, realizado em 16 de agosto. No Planeta Xuxa, transmitido em 30 do mês seguinte, a artista executou "O Segundo Sol", "Quando a Maré Encher", "Top Top" e "Malandragem".
Já no dia 23 de novembro, foi sabatinada no programa Sem Censura da TVE RJ; em conversa com a jornalista Leda Nagle e os outros profissionais presentes, tratou sobre seu álbum e sua maternidade. Ela estrelou um episódio do programa especial de uma hora de duração concebido pela TV Cultura, o Ensaio, que foi levado ao ar em 29 seguinte. No entanto, um mês depois, em 29 de dezembro, Eller faleceu em decorrência de uma parada cardíaca. Ela estava programada para se apresentar dois dias depois, na Praça do Ó, no Rio de Janeiro, como parte das celebrações de réveillon, ficando então a cargo de Luciana Mello substituí-la. Apesar disso, a Universal confirmou que iria dar continuidade a promoção da obra. Embora nenhum single inédito tenha sido enviado as rádios brasileiras, "Malandragem" e "Por Enquanto" foram as primeiras faixas a receberem rotação até aquele momento, com "O Segundo Sol" sendo a escolhida pela gravadora para as sucederem a partir de então. De acordo com a Crowley Broadcast Analysis, a primeira citada foi a 5.ª mais reproduzida pelas estações de todo o país naquele ano. Ainda em vida, a cantora expressou surpresa com a boa repercussão que a música estava tendo mesmo sendo um relançamento: "O meu trabalho nunca conseguiu entrar direito em rádio e televisão, eu acredito que seja por uma questão de imagem, de eu não seguir muito a moda. A maioria das pessoas estão achando que é a primeira vez que eu gravo 'Malandragem'".
Em decorrência de sua morte e como forma de homenageá-la, redes de televisão dedicaram-se a exibir conteúdos com a participação de Eller. A MTV Brasil, por sua vez, entre 11 a 13 de janeiro de 2002, reapresentou vários programas de seu acervo com a artista presente, incluindo uma aparição inédita no especial Luau MTV, estrelado por Sarah Oliveira, que fora gravada em 19 de dezembro em uma praia na Costa do Sauípe, Bahia e tornou-se sua última performance para a televisão em vida. Paralelamente, a cantora embarcou na Turnê Acústico MTV. A bem sucedida excursão iniciou-se 3 de junho de 2001, na casa de espetáculos Qualistage, no Rio de Janeiro e pela última vez apresentada em 22 de dezembro, na boate Café Pinhão, em Itapema, Santa Catarina, quando 95 concertos já haviam sido completados — a maior quantidade já realizada em toda a sua carreira. No repertório, além das 17 músicas contidas no álbum, eram tocadas versões de outros artistas, como "Eu Sei", de Renato Russo, "Bichos Escrotos", dos Titãs e "All Star", de Reis, que integraram o espetáculo por, segundo a cantora, "ser muito especial para mim, fala de quando nos conhecemos e de como a nossa amizade foi evoluindo".

## Recepção

### Crítica profissional
| Críticas profissionais | Críticas profissionais |
| Avaliações da crítica  | Avaliações da crítica  |
| Fonte                  | Avaliação              |
| ---------------------- | ---------------------- |
| Allmusic               | [ 46 ]                 |
| CliqueMusic            | [ 47 ]                 |
| Folha de S.Paulo       | [ 24 ]                 |
| Istoé                  | Positiva               |
| IstoÉ Gente            | Positiva               |
| Jornal do Brasil       | Positiva               |
| Tribuna da Imprensa    | [ 50 ]                 |

Acústico MTV foi recebido com avaliações polarizadas pelos críticos musicais especializados. Ao passo em que alguns enalteceram aspectos como a voz de Eller e as colaborações presentes, outros negativaram a inserção de faixas já contidas em álbuns anteriores e alegaram que o formato do programa comprometia a sua performance de palco. Concedendo quatro estrelas de um total de cinco ao conjunto, Philip Jandovský, do banco de dados musicais Allmusic, considerou "surpreendentes" as regravações de "Non, Je Ne Regrette Rien", "Sgt . Pepper's Lonely Hearts Club Band" e "Partido Alto", enquanto elegeu as interpretações de "Segundo Sol", "De Esquina" e "Todo Amor Que Houver Nessa Vida" como os destaque do disco. Quanto aos vocais da artista, o crítico prezou-os por soarem "fortes e dominantes", bem como por "permitirem que ela supere os riscos do material parecer excessivamente eclético". Cassia Dian, da revista IstoÉ Gente, foi favorável ao álbum em sua análise, enaltecendo o fato de que Eller fugiu à regra ao "evitar transformar todos os seus clássicos roqueiros em baladas abarrotadas de cordas e metais" e por "não optar pelo feijão com arroz comum a todos os outros acústicos", observando que, assim, a cantora subvertia a saturada "fórmula banquinho e violão" da série da MTV. A editora também elogiou a voz da artista, especialmente nas obras escritas por Reis, sentindo que ela conseguiu evitar que elas parecessem "chatas" como a interpretação dele as fariam ficar.
No períodico Pioneiro, Fabiano Finco elogiou o tom mais "suave" na voz de Eller, os novos arranjos elaborados para as antigas músicas e a produção realizada por Reis e Brasil. Adicionando, por fim, que nele, ela parecia estar mais "feliz" e seguiria fazendo seu nome, cercada por uma grande equipe de profissionais. Editores da revista Istoé aprovaram Acústico MTV, expressando que nele a artista transmite a mesma ousadia e atrevimento que se ouviu presente em seu álbum de estreia, bem como o repertório apresentado, especialmente "Non, Je Ne Regrette Rien", considerando-o uma prova da intérprete grandiosa que ela era. Rodrigo Faour, do portal CliqueMusic, demonstrou maior desapontamento, dizendo que, embora apresente "compositores de prestígio", Acústico MTV, não está entre os "discos mais instigantes" que Eller já lançou e que aqui ela mostra-se "em redundância" ao inserir pela terceira vez em seu catálogo canções como "Malandragem", "E.C.T." e "Todo Amor que Houver Nessa Vida". Ao passo em que caracterizou "Partido Alto" e "Vá Morar com o Diabo" como as peças mais "interessantes" presentes, negativou "Non, Je Ne Regrette Rien" e "Sgt . Pepper's Lonely Hearts Club Band" dizendo serem válidas unicamente como "curiosas" e "reverentes". Já as colaborações de Xis e Nação Zumbi são "boas sacadas" e o álbum possui "bom acabamento instrumental", considerando, porém, que, sob melhor orientação, a artista "poderia ter rendido muito mais". Encerra concedendo-lhe duas estrelas de cinco atribuíveis.
Tatiana Tavares, do jornal Tribuna da Imprensa, emitiu duas estrelas de quatro e considerou que Eller estava começando soar repetitiva ao lançar outro álbum ao vivo e que esse formato pouco acrescentava em sua discografia. Os arranjos de "Por Enquanto" e    "E.C.T." também foram negativados por estarem excessivamente similares aos já apresentados anteriormente no primeiro registro ao vivo da cantora. "O que dá alguma graça", considera, "são as poucas inéditas" e as participações especiais "que enriquecem o CD", além da releitura de "Sgt. Pepper's Lonely Hearts Club Band" que "mantém a força da gravação original". Jamari França, do Jornal do Brasil, também foi díspar em sua revisão, elogiando o cenário do espetáculo e o repertório contido, assim como o trabalho de edição de vídeo. No entanto, avaliou que os problemas encontrados nele "são os de sempre dos acústicos MTV" que, de acordo com o crítico, possuem por trás de uma fachada desconstruída "uma estrutura rígida em termos estilísticos" que anulam a real espontaneidade da artista, assim como "o aparato de produção" que "também tem efeito inibidor sobre os músicos" de sua banda. Contudo, concluiu a revisão a favor do álbum, proferindo: "De qualquer maneira, isso só quer dizer que o que já é bom poderia ser muito melhor e o acústico de Cássia é nota 10". Com a mesma classificação, para a Folha de S.Paulo, Alexandre Sanches resenhou Acústico MTV negativamente. O autor notou falta de autenticidade, comentando que, em sua maior parte, Eller mostra-se "apagada, desconfortável nas convenções do gênero e na cadeira em que se viu pregada entre músicos de orquestra, caciques e percussionistas salientes". Embora avalie "Malandragem", "E.C.T." e "Nós" como "espertas" e "ricas em referências", elas são também os momentos em que mais a exibem "numa fossa de reiteração escura demais". Complementa, dizendo, que a artista em momento algum parecia estar a vontade, devido "ao universo da saudade e da pieguice acústica não serem de seu domínio" e conclui que "a felicidade antiartística da Universal, mais dinheiro no bolso e um ano semiperdido em criatividade" seriam os maiores preços que ela pagaria com o projeto.

### Reconhecimento
O registro constou em diversas listas como um dos melhores lançamentos brasileiros da série Acústico MTV. A Folha de S.Paulo, por exemplo, elegeu-o o melhor numa coletânea com outros quatro projetos. Para o colunista Lucas Brêda, da edição brasileira da revista Vice, que o colocou em terceiro lugar, embora o trabalho contenha algumas faixas "já saturadas" do repertório da artista, ele também traz outras que a mostram "absolutamente afiada" e em "performances vocais tão inspiradas quanto ecléticas". Em conclusão, proferiu: "Mais que um amontoado de composições alheias bem cantadas, este álbum é profundamente pessoal: dá para entender quem era a cantora só pelas escolhas de repertório. E, apesar da carreira curta, não é nenhum absurdo dizer que o Acústico MTV é o disco definitivo de Eller". Posicionando-o no mesmo posto, editores do jornal Estadão o consideraram não apenas um dos mais icônicos, mas também um "símbolo máximo" da série no Brasil. O portal Célula Pop classificou-o na posição de número 4 em sua compilação dos 13 melhores, com Matthew Ramirez argumentando que este foi "grande momento" da carreira de Eller e emergiu também para reafirmar a sua postura musical diversa e abrangente", ao inserir outros gêneros em sua obra e não somente rock, seu estilo de assinatura. Sem enumerá-lo em nenhum posto, o disco também foi listado no catálogo dos 11 melhores, organizado pelas publicações Rolling Stone Brasil e Correio Braziliense.
Além das listagens, Acústico MTV foi reconhecido em premiações musicais no decorrer de 2002. Recebeu duas indicações a nona realização do Prêmio Multishow de Música Brasileira, Melhor CD e Melhor DVD; obtendo o primeiro troféu. Durante o evento, Eller foi homenageada, sendo, ainda, concedido um prêmio especial por suas contribuições à música brasileira. Seu filho, Chico Chico, compareceu à cerimônia e, ao lado da companheira da artista, Maria Eugênia, recebeu os troféus conquistados. No Prêmio da Música Brasileira, realizado naquele ano sob o nome de Prêmio Caras, concorreu a Melhor Álbum de Rock e Melhor Cantora de Pop/Rock. A nomeação desta última categoria foi direcionada a Eller, que acabou por vencê-la. A Associação Brasileira de Críticos de Arte também laurearam-na Melhor Cantora. Acústico MTV angariou o troféu de Melhor Álbum de Rock em Língua Portuguesa na 3.ª edição do Grammy Latino, marcando a primeira vitória da artista na premiação, enquanto a faixa "Vá Morar com o Diabo" constou na categoria Melhor Canção em Língua Portuguesa mas "Saudade De Amar", de Nana Caymmi acabou por faturá-la.
Em 2022, foi eleito um dos melhores discos da música brasileira dos últimos 40 anos em uma enquete do jornal O Globo que reuniu 25 especialistas, incluindo Charles Gavin, Vera Magalhães, Leonardo Bruno, Nelson Motta, Rodrigo Faour, Tárik de Souza, Ricardo Alexandre, Arthur Dapieve, Paulo Cesar de Araújo e Roberta Martinelli, entre outros nomes.

## Lista de faixas
| N.º            | Título                                                   | Compositor(es)                                                   | Duração |  |
| 1.             | "Non, je ne regrette rien"                               | Charles Dumont · Michel Vaucaire                                 | 2:52    |  |
| 2.             | "Malandragem"                                            | Cazuza · Frejat                                                  | 4:00    |  |
| 3.             | "E.C.T."                                                 | Carlinhos Brown · Marisa Monte · Nando Reis                      | 3:31    |  |
| 4.             | "Vá Morar com o Diabo"                                   | Riachão                                                          | 2:58    |  |
| 5.             | "Partido Alto"                                           | Chico Buarque                                                    | 3:19    |  |
| 6.             | "1º de Julho"                                            | Renato Russo                                                     | 4:52    |  |
| 7.             | "Luz dos Olhos"                                          | Reis                                                             | 4:10    |  |
| 8.             | "Todo Amor Que Houver Nessa Vida"                        | Cazuza · Frejat                                                  | 3:42    |  |
| 9.             | "Queremos Saber"                                         | Gilberto Gil                                                     | 3:13    |  |
| 10.            | "Por Enquanto"                                           | Russo                                                            | 2:24    |  |
| 11.            | "Relicário" (com participação de Nando Reis)             | Reis                                                             | 3:49    |  |
| 12.            | "O Segundo Sol"                                          | Reis                                                             | 4:17    |  |
| 13.            | "Nós"                                                    | Tião Carvalho                                                    | 3:03    |  |
| 14.            | "Sgt. Pepper's Lonely Hearts Club Band"                  | John Lennon · Paul McCartney                                     | 2:54    |  |
| 15.            | "De Esquina" (com participação de Xis)                   | Xis                                                              | 4:29    |  |
| 16.            | "Quando a Maré Encher" (com participação de Nação Zumbi) | Bernardo Chopinho · Fábio Trummer · Roger Man                    | 3:28    |  |
| 17.            | "Top Top"                                                | Arnaldo Baptista · Dinho Leme · Liminha · Rita Lee · Sérgio Dias | 3:02    |  |
| Duração total: | Duração total:                                           | Duração total:                                                   | 61:58   |  |

## Créditos e pessoal
Todo o processo de elaboração de Acustico MTV atribui os seguintes créditos:
Locais de produção
- Fabricado: Microservice Tecnologia Digital Da Amazônia Ltda.
- Gravação: Unidade Móvel De Gravação ARP
- Mixagem: Cia. Dos Técnicos Studios
- Masterização: Magic Master

Gestão e produção
- Gestão: Ricardo Moreira
- Direção Geral: Rodrigo Carelli
- Produtor musical: Luiz Brasil, Nando Reis
- Produção executiva: Adilson Tokita, Felipe Casqueira, Ronaldo Villas
- Masterização: Ricardo Garcia
- Mixagem: Flavio Sena
- Direção musical: André Mantovani
- Direção de arte: Gê Alves Pinto, Max Pierre
- Direção cênica: Rodrigo Carelli
- Direção técnica: Valter Pascotto
- Diretor assistente: Chica Barros
- Engenharia de Som: Aurélio Kauffman, Felipe Casqueira, Ronaldo Villas
- Edição técnica: Aurélio Kauffman
- Gerente de produção: Miguel López
- Fotografia: Kiko Canepa, Marcos Hermes
- Operador de câmera: Silvana Cardoso
- Supervisão técnica: Walter Fernandes
- Cordenação gráfica: Patrícia Fernandes
- Ilustração: Cesio Lima

Instrumentação
- Vocais principais: Cássia Eller, Nando Reis (faixa 11), Xis (faixa 15)
- Vocais de apoio: Fernando Nunes (faixas: 4, 15, 16, 17), Lan Lan (faixa: 4), Luiz Brasil (faixa: 16)
- Baixo: Fernando Nunes
- Violão: Cássia Eller, Luiz Brasil, Walter Villaça, Nando Reis (faixa 11)
- Arranjo: Nando Reis, Luiz Brasil
- Violoncelo: Yura Ranevski
- Clarinete: Cristiano Alves, Dirceu Leitte
- Clarim: Dirceu Leite
- Contrabaixo: Alberto Continentino
- Bateria: João Viana
- Flauta: Dirceu Leite
- Bandolim: Luiz Brasil
- Órgão: Paulo Calasans
- Pandeiro: João Viana, Lan Lan, Thamyma Brasil
- Percussão: João Viana, Lan Lan, Thamyma Brasil
- Bateria: Lan Lan
- Bongos: Lan Lan
- Congas: Lan Lan
- Efeitos: Lan Lan, Thamyma Brasil
- Piano: Paulo Calasans
- Surdo: João Viana
- Ganzá: João Viana
- Ukulele: Luiz Brasil
- Violino: Bernardo Bessler

## Desempenho comercial
Acústico MTV converteu-se no maior êxito comercial da carreira de Eller, obtendo números que ela não havia conquistado antes. Na semana dos dias 17 a 23 de maio de 2001, sua versão em áudio estreou na 5.ª posição da parada Hits, que compilava os álbuns mais vendidos de São Paulo, de acordo com dados fornecidos pelo instituto Nelson Oliveira Pesquisa e Estudo de Mercado (NOPEM) e divulgados pela IstoÉ Gente. Manteve-se nessa posição em sua segunda semana, quando 100 mil cópias já haviam sido adquiridas em todo o país. Em sua terceira edição, desceu para o 6.ª lugar em São Paulo; no entanto, estreou ocupando a 5.ª posição na versão que monitora as vendas de discos no Rio de Janeiro. No decorrer das semanas seguintes, o material esteve a oscilar entre os cinco primeiros colocados do gráfico em ambos os estados até a edição referente a 19 a 25 de julho quando finalmente alcançou a liderança em São Paulo, enquanto no Rio de Janeiro moveu-se para o segundo lugar, ficando atrás apenas de Perfil (2001), da cantora Adriana Calcanhotto. Continuou a ocupar as mesmas posições em ambas as regiões durante a atualização seguinte. Porém, entre 2 a 8 de agosto, Perfil o deslocou da liderança também em São Paulo. Todavia, Acústico MTV já havia ultrapassado vendas de 250 mil cópias em todo o país o que, segundo a Universal Music, já o tornava o CD mais adquirido em toda a América Latina em 2001. Luciano Ribeiro, periodista do Jornal do Brasil, considerou esses números "expressivos" para Eller que, segundo ele, era uma cantora "que até pouco tempos atrás era amada por roqueiros, bluseiros, mas não por todas as tribos". O DVD, por sua vez, conseguiu comercializar 10 mil unidades em seu primeiro mês de disponibilidade — um valor inédito para uma época a qual o formato ainda não era tão popular. Após sucessivas semanas dentro da tabela, o registro fez sua última aparição em 7.º lugar em terras paulistas e em 10º em terras fluminenses.
Após a divulgação do óbito da artista, a procura do público por Acústico MTV, bem como por seu catálogo anterior, experimentou crescimento. A Universal Music esperava que tal repercussão resultasse em 700 mil exemplares do produto comercializados até o fim de 2002. Nos doze primeiros dias pós-falecimento, cópias do disco começaram a se esgotar rapidamente nas lojas, registrando vendagens três vezes maiores de que quando Eller estava viva; a gravadora então encomendou 100 mil cópias adicionais em CD e DVD para cobrir a demanda. Tal procura foi tão significativa que fora comparada a do período natalino, época a qual as vendagens de discos costumavam registrar crescimento no Brasil; Ricardo Ferraz Biondi, diretor comercial da Universal Music, relatou à agência de notícias da Folha de S.Paulo, que "os pedidos triplicaram comparados a dezembro. [...] Se compararmos a um mês normal, essa procura é dez vezes maior". Como resultado, na semana de 3 a 9 de janeiro de 2002, Acústico MTV reentrou na parada da IstoÉ Gente assumindo o 3.º lugar em São Paulo e o 4.º no Rio de Janeiro. Após uma atualização, retornou a liderança do primeiro território citado, enquanto que no último, apesar de constar na quarta colocação da referida edição, subiu para o cume em 24 do mesmo mês. Oscilou não consecutivamente entre as dez primeiras ocupações do compilado nos meses seguintes e encerrou 2002 como o 13.º álbum mais adquirido em todo o Brasil, ao distribuir 700 mil réplicas, assim cumprindo a meta proposta por sua editora.
Em 2005, quatro anos após o falecimento de sua intérprete, o disco já havia excedido 900 mil compras desde seu lançamento. Por conseguinte, ressurgiu aos rankings de álbuns mais vendidos, dessa vez em medição publicada pela revista Época, onde conquistou como posição máxima o 14.º lugar. Acústico MTV recebeu da Associação Brasileira dos Produtores de Discos (ABPD), atualmente Pro-Música Brasil (PMB), certificações de diamante, denotando vendas de 500 mil e 1 milhão de réplicas do DVD e CD, respectivamente. Juntas, ambas as versões totalizaram um milhão e quinhentas mil cópias faturadas.
| País — Tabela musical (2001—06) | Posição de pico |
| ------------------------------- | --------------- |
| Brasil (HITS Rio de Janeiro)    | 1               |
| Brasil (HITS São Paulo)         | 1               |
| Brasil (Época)                  | 14              |

| País — Tabela musical (2002) | Posição |
| ---------------------------- | ------- |
| Brasil (Pro-Música Brasil)   | 13      |

| Região                                                                                             | Certificação | Vendas     |
| -------------------------------------------------------------------------------------------------- | ------------ | ---------- |
| Brasil (Pro-Música Brasil)                                                                         | Diamante     | 1 000 000* |
| Brasil (Pro-Música Brasil) DVD                                                                     | Diamante     | 500 000*   |
| *números de vendas baseados somente na certificação ^distribuições baseadas apenas na certificação |              |            |

## Histórico de lançamento
| País   | Data              | Formato   | Gravadora(s)    | Ref.   |
| ------ | ----------------- | --------- | --------------- | ------ |
| Brasil | 5 de maio de 2001 | CD        | Universal Music | [ 14 ] |
| Brasil | Junho de 2001     | VHS · DVD | Universal Music | [ 16 ] |